# 小湊鉄道キハ6100形気動車
小湊鉄道キハ6100形気動車（こみなとてつどうキハ6100がたきどうしゃ）は、小湊鉄道が1956年（昭和31年）に導入した気動車である。
キハ6100形（以下「本形式」）は元来電車であった車両を内燃動力車へ改造した車両であり、本形式に次いで導入されたキハ5800形のほか、常総筑波鉄道（現・関東鉄道）が導入したキハ40084・キハ40085以外に例のない、極めて珍しい改造例であった。また上掲各形式はいずれも日本国有鉄道（国鉄）より払い下げられた買収国電を種車とした点が共通する。

## 沿革
国鉄において、可部線における運用を最後に1955年（昭和30年）1月に廃車となったクハ6100形6100・6101の2両を譲り受けた車両である
。形式記号が示す通り原形は電車であり、2両とも後に青梅線となる路線を敷設・運営した青梅電気鉄道が1926年（大正15年）および1928年（昭和3年）に導入したデハ100形（のちモハ100形）を出自とする。クハ6100（青梅モハ102）は1926年（大正15年）に日本車輌製造東京支店にて、クハ6101（青梅モハ104）は1928年（昭和3年）に川崎造船所にてそれぞれ新製された車両で、両者は車端部台枠露出の有無・屋根上ベンチレーター配列など細部に相違点を有した。青梅線の戦時国有化後は国鉄へ継承され、直後に電装解除による制御車化改造を施工、国鉄在籍最晩年は2両ともに運転関連機器を撤去されて車内の1/3を荷物室として区分し、記号は制御車を示す「クハ」のままながら事実上客荷合造構造の付随車「サハニ」として運用されたとされる。
国鉄からの払い下げに際しては、客車ハ6100形6100・6101として1955年（昭和30年）12月15日付で譲渡設計変更認可を得た上で、翌1956年（昭和31年）4月5日付で気動車への設計変更が認可され、キハ6100（←ハ6100←国鉄クハ6100←青梅モハ102）が日本車輌製造東京支店において、キハ6101（←ハ6101←国鉄クハ6101←青梅モハ104）が帝國車輛工業において、それぞれ気動車化改造が施工された。
気動車化に際しては車体周りの徹底的な更新修繕が施工された。前後妻面は完全新製され、原形の平妻3枚窓形状からノーシル・ノーヘッダー構造の2面折妻の2枚窓形状となり、窓の固定支持方式もHゴム固定に改められた。ただし、台枠部分のアンチクライマーのみ原形通り存置された。前照灯は埋め込み形に改造され、ケースを介して前後各1灯、屋根上中央部に設置された。その他、客用扉の鋼製化・戸閉器（ドアエンジン）新設による自動扉化のほか客用扉下部には内蔵ステップを新設、車内も木部を中心に修繕工事が施工された。車内は電車当時同様にロングシート仕様である。
新規搭載された機関は縦型直列6気筒ディーゼルエンジンのDMF17B（公称定格出力160 PS）で、当時小湊鉄道に在籍する気動車の中では最大出力であった。変速機は機械式で、台車は電車当時からのTR14を公称する国鉄制式釣り合い梁式台車を装着するが、転がり抵抗軽減のため軸受を従来のすべり軸受（平軸受）仕様から転がり軸受（コロ軸受）仕様に改造した。連結器は貨車牽引を目的として、簡易連結器を装着した従来車とは異なり、シャロン式下作用形の自動連結器を装着した。
導入後は主力車両として運用され、後年には機関がDMF17Bを設計変更したDMF17C（定格出力180 PS）に換装され出力が向上、変速機についてもTC-2液体変速機に換装された。また、前照灯の2灯化および腰板部左右への移設も施工された。その後、キハ200形の新製増備に伴って旅客運用より離脱、機関車代用として貨物列車牽引用途へ転用された。貨物列車による貨物運輸は1969年（昭和44年）に廃止となり、その後は主に保線用車両として運用されたのち、キハ6100が1976年（昭和51年）10月に、キハ6101が1978年（昭和53年）1月にそれぞれ廃車となり、いずれも解体処分された。